# Krystyna Zatoń
Krystyna Maria Zatoń (ur. 1947) – polska naukowiec, profesor nauk o kulturze fizycznej.

## Życiorys
W 1970 r. ukończyła studia wychowania fizycznego na Akademii Wychowania Fizycznego we Wrocławiu, w 1979 r. obroniła pracę doktorską, w 1998 r. habilitowała się na podstawie pracy zatytułowanej Przekaz słowny na lekcjach wychowania fizycznego. W 2009 r. uzyskała tytuł profesora nauk o kulturze fizycznej.
Została pracownikiem naukowym w Akademii Wychowania Fizycznego im. Polskich Olimpijczyków we Wrocławiu i w Wyższej Szkole – Edukacji w Sporcie w Warszawie.